# Издавачка кућа Хубер
Хубер (нем. Hueber) са седиштем у Минхену је међународно породично предузеће и издавачка кућа која се бави издавањем материјала за образовање деце и одраслих на пољу страних језика. Материјалима издавачке куће Хубер је до сада обрађено преко 30 страних језика, у виду курсева, материјала за самостално учење, речника, граматика, аудио књига, лектира и стручне литературе. Хубер је на међународном плану једна од водећих издавачких кућа за учење немачког језика као страног језика.

## Историјат
Макс Хубер, од 1911. године власник универзитетске књижаре у Минхену, основао је издавачку кућу Макс Хубер 1921. године. Са романистом Хелмутом Хацфелдом 1922. године развио је први пројекат за интерпретацију француских текстова. Крајем 1920-их година су, поред дела многобројних аутора на пољу романистике, изашли су и први наслови из области теологије и филозофије. До почетка Другог светског рата, Хубер је издао више стотина наслова.
Године 1943, целокупни инвентар је био уништен, а издавачка кућа је прекинула свој рад до 1949, када је посао поново покренуо син првобитног оснивача, Ернст Хубер. У наредним годинама, примат у издавању су преузели страни језици.
Немачка граматика за странце (Deutsche Sprachlehre für Ausländer) Доре Шулц и Ханса Гризбаха, која је изашла 1955. године, била је прекретница у развоју Хубера, одскочна даска за даљи развој материјала за учење немачког као страног језика. Исте године, Ернст Хубер учествује у настанку и развоју Гете-института. Предавање немачког језика постало је централно питање издавачке куће. 
Просторије у Минхену су убрзо постале премале, услед све веће понуде Хубера, па је седиште пребачено у Изамнинг.
Ернст Хубер преминуо је у 53. години, на врхунцу своје каријере. На место руководиоца дошла је његова сестра, Илзе Хубер, а 1986. године ову позицију преузима Ернстова ћерка, Михаела Хубер.
У периоду од 1989. до 1992. године, значај ове издавачке куће нагло је порастао, услед све већег броја миграната из источних земаља, који су желели или морали да изуче немачки језик. Истовремено, Хубер је градио водећу позицију у иностранству сарадњама са иностраним партнерима. Verlag für Deutsch припојен је Хубер групи 1991. године, са својом широком понудом материјала из области граматике и материјала за самостално учење.
Од 1996. године развија се пројекат интерактивног самосталног учења на рачунарима уз помоћ компакт-дискова.
Године 2011, издавачка кућа Хубер је прославила 90. годишњицу од оснивања предузећа и 25. годишњицу како је на њеном челу Михаела Хубер. Две године касније, новембра 2013, након 42 године, седиште Хубера се поново враћа у Минхен.

## Структура предузећа
Издавачка кућа Хубер запошљава 150 радника широм света и своје седиште има у Минхену. Поред свог изворног седишта у Баварској, Хубер поседује још 12 филијала широм света, као и две ћерке фирме у иностранству. 

## Сарадње
Издавачка кућа Хубер већ више година сарађује са различитим партнерима, који обогаћују и допуњују понуду Хубера.
Од 2008. године, Хубер сарађује са Касиом у развијању електронских речника, од када је EX-word серија електронских речника у сталној понуди немачких, а од 2013. и аустријских и швајцарских књижара. 
Сарадња са издавачима на другим страним језицима, као што су франсуцки издавачи Hachette и Clé и италијански издавач Alma Edizioni постоји већ дуже време, а сарадња са британским Macmillan-ом траје већ дуже од 10 година.

## Понуда курсева за учење немачког језика као страног
| Тип курса               | Име курса                     | Ниво језичке компетенције по Заједничком европском оквиру за живе језике | Намена курса                     |
| ----------------------- | ----------------------------- | ------------------------------------------------------------------------ | -------------------------------- |
| Општи курсеви           | Menschen                      | A1 до B1                                                                 | за одрасле                       |
| Општи курсеви           | Momente                       | A1 до B1                                                                 | за одрасле                       |
| Општи курсеви           | Schritte international Neu    | A1 до B1                                                                 | за одрасле                       |
| Општи курсеви           | Starten wir!                  | A1 до B1                                                                 | за одрасле                       |
| Општи курсеви           | Motive                        | A1 до B1                                                                 | за одрасле                       |
| Општи курсеви           | Delfin                        | A1 до B1                                                                 | за одрасле                       |
| Општи курсеви           | Themen aktuell                | A1 до B1                                                                 | за одрасле                       |
| Општи курсеви           | Tangram aktuell               | A1 до B1                                                                 | за одрасле                       |
| Општи курсеви           | Sicher!                       | B1+ до C1                                                                | за одрасле                       |
| Општи курсеви           | Ziel                          | B1+ до C1                                                                | за одрасле                       |
| Општи курсеви           | em Neu                        | B1+ до C1                                                                | за одрасле                       |
| Општи курсеви           | Jana und Dino                 | A0                                                                       | за децу                          |
| Општи курсеви           | Paul, Lisa & Co.              | A1                                                                       | за децу                          |
| Општи курсеви           | Planetino                     | A1                                                                       | за децу                          |
| Општи курсеви           | Beste Freunde                 | A1 до B1                                                                 | за тинејџере                     |
| Општи курсеви           | Dabei!                        | A1 до B1                                                                 | за тинејџере                     |
| Општи курсеви           | deutsch.com                   | A1 до B1                                                                 | за тинејџере                     |
| Општи курсеви           | Ideen                         | A1 до B1                                                                 | за тинејџере                     |
| Општи курсеви           | Mit uns                       | B1+ до C1                                                                | за тинејџере                     |
| Општи курсеви           | AusBlick                      | B1+ до C1                                                                | за тинејџере                     |
| Специјализовани курсеви | Alltag, Beruf & Co.           | A1 до B1                                                                 | пословна комуникација            |
| Специјализовани курсеви | Im Beruf NEU                  | A2+ до C1                                                                | пословна комуникација            |
| Специјализовани курсеви | Menschen im Beruf - Tourismus | A1 до A2                                                                 | за раднике у туристичком сектору |
| Специјализовани курсеви | Menschen im Beruf - Pflege    | A2 до B1                                                                 | за медицинске раднике            |
| Специјализовани курсеви | Menschen im Beruf - Medizin   | B2 до C1                                                                 | за медицинске раднике            |